# Machimus perplexus
Machimus perplexus är en tvåvingeart som beskrevs av Becker 1915. Machimus perplexus ingår i släktet Machimus och familjen rovflugor. Inga underarter finns listade i Catalogue of Life.